# Écoles supérieures privées en Belgique
En Belgique, les écoles supérieures privées ou instituts supérieurs privés désignent des établissements non subventionnés ni reconnus par l'une des communautés. Ces établissements, qui détiennent généralement un statut indépendant, sont parfois liés à une institution (université, haute école, académie…) dont le siège est établi en dehors de la Belgique. Le financement des études et programmes offerts par ces écoles ou instituts est le plus souvent réalisé par la mise en application d'un minerval (frais de scolarité) qui est entièrement à la charge de l'étudiant. Ce mode de financement pourrait être qualifié de « minerval entier » puisqu'il ne comprend pas de subsides étatiques, parastataux, communautaires ou autres.

## Statut
Une école privée n'est pas déterminée par son statut juridique, et les écoles supérieures privées peuvent être des personnes morales de droit privé tout comme, dans certains cas, des établissements de droit public dont les formations ne sont pas reconnues par les autorités compétentes. C'est le cas de l'Institut royal supérieur d'histoire de l'art et d'archéologie et de la Chapelle musicale Reine Élisabeth. En parallèle, la majorité des établissements d'enseignement en Belgique porte le statut juridique de droit privé tout en étant pleinement reconnu par les Communautés ; on parle alors d'enseignement libre (confessionnel ou non-confessionnel). Les établissements sur cette page, au contraire, relèvent de l'enseignement pleinement privé : leur existence est défendue par l'article 24 de la Constitution instaurant la liberté d'enseignement mais elles sont soumises à certaines obligations de transparence vis-à-vis des Communautés. Par exemple, le Décret Paysage obligé les écoles supérieures privées à afficher sur la première page de chaque support de communication que les formations qu'elles offrent ne sont nullement reconnues par les autorités communautaires belges, et ne peuvent donc pas non plus être validement présentées à l'étranger comme étant reconnues en Belgique.

## Liste non-exhaustive des établissements
- ISTEC Bruxelles
- Institut Privé des Hautes Études à Bruxelles (IPHE Bruxelles)
- École supérieure de réalisation audiovisuelle (ESRA Bruxelles)
- Institut supérieur européen Charles Péguy
- Epitech
- CAD College of Advertising & Design
- Chapelle musicale Reine Elisabeth
- Institut Jaques-Dalcroze
- École internationale de théâtre Lassaad
- Institut royal supérieur d'histoire de l'art et d'archéologie de Bruxelles
- Institut biblique belge
- Cours Florent Bruxelles
- European Business School Brussels